# Isaac de Tifre

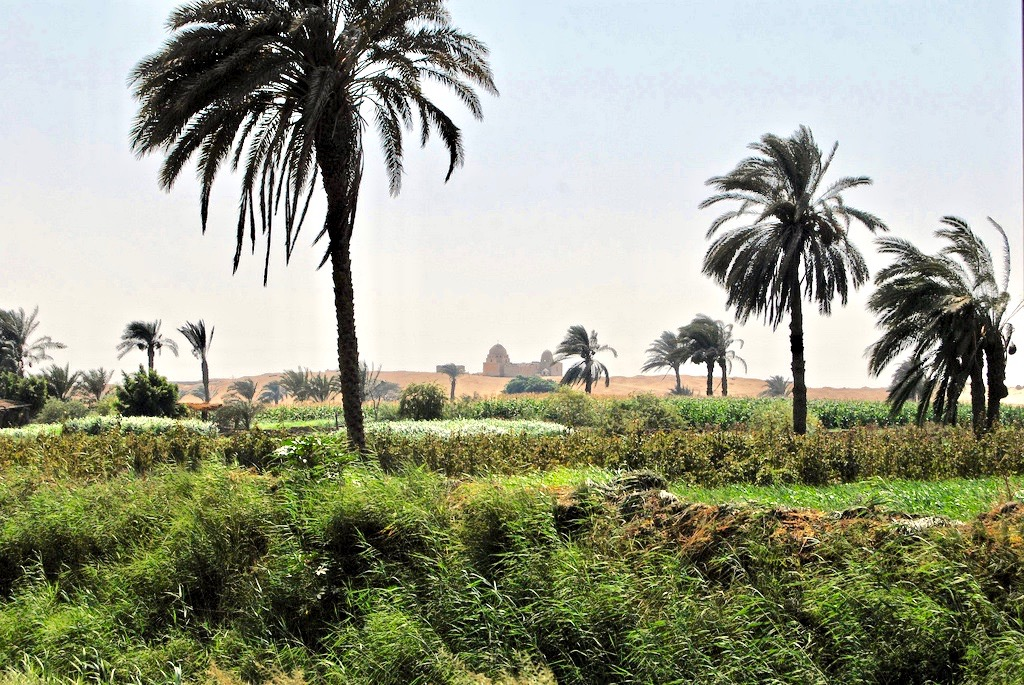
Oasi del Faium, amb un dels monestirs antonians

Isaac de Tifre fou un eremita egipci, deixeble de Sant Antoni Abat, pare del monasticisme. És venerat com a sant per l'Església Ortodoxa Copta.

## Hagiografia
Isaac era un cristià que feia vida eremítica a un llogaret prop de Memfis i va tenir una visió que el va fer anar al desert. La tradició diu que Antoni Abat va rebre la visita d'un àngel que li va dir que deixés el lloc on era (la costa de la mar Roja) i anés a l'oasi del Faium (Egipte) on trobaria un grup d'homes que l'escoltarien; Antoni així ho va fer i a Faium va trobar Isaac i alguns companys.
Antoni va organitzar els eremites de la regió i va fundar una congregació que es va dir Església de l'Àngel, al voltant d'una església sobre una roca, que encara existeix. Isaac, que fins llavors era, com els altres, un eremita solitari, va esdevenir el cap de la congregació. Anà després a Gabal Al-Barmil, prop de Guiza, i d'allí al monestir avui dia anomenat Mofset (Enfast) i en cada lloc va introduir les regles d'Antoni, posant així la llavor del monasticisme antonià.
Finalment va anar a Gabal al-Khazain, prop d'Alexandria, on va viure uns anys fins que va morir el 356. Una altra tradició diu, no obstant això, que morí en temps de la persecució de Dioclecià, per ordre d'Arianus, governador de la Tebaida, després de fortes tortures.

## Veneració
El seu martiri se celebra cada 1 de maig a l'Església Copta. Les seves relíquies foren portades al Monestir d'Anba Ishaq de Faium, que ell mateix havia fundat, i que es convertí en un lloc venerat i meta de pelegrinatges.